# Penny Pritzker
Penny Pritzker (ur. 2 maja 1959 w Chicago) – amerykańska polityk, w latach 2013–2017 sekretarz handlu Stanów Zjednoczonych
2 maja 2013 prezydent Barack Obama mianował Penny Pritzker na sekretarza handlu Stanów Zjednoczonych.
25 czerwca 2013 senat Stanów Zjednoczonych zatwierdził jej nominację i dzień później została zaprzysiężona na nowego sekretarza handlu.

## Odznaczenia
- Order Księżnej Olgi I klasy (Ukraina, 2024)[3]